# Polizei- und ordnungsrechtliche Generalklausel
Die polizeirechtliche bzw. polizei- und ordnungsrechtliche Generalklausel ist im deutschen Polizeirecht ein Auffangtatbestand, der Maßnahmen der Gefahrenabwehr ermöglicht, wo keine spezielleren Eingriffsermächtigungen (z. B. Standardmaßnahmen wie Platzverweisung, Gewahrsam, Identitätsfeststellung) bestehen.

## Terminologie und Geschichtliches
Weil in Deutschland die Gesetzgebungskompetenz für das Gefahrenabwehrrecht nach Art. 70 GG bei den Ländern liegt, finden sich polizeiliche Generalklauseln vor allem im Landesrecht. Wegen des unterschiedlichen Polizeibegriffs sind verschiedene Bezeichnungen üblich: In manchen Ländern bezeichnet man, einer älteren Terminologie folgend, die gesamte Gefahrenabwehr als „Polizei“ (Polizeivollzugsdienst und Polizeibehörden), in anderen versteht man darunter nur die uniformierte Polizei. Demnach spricht das Landesrecht teils von der polizeilichen Generalklausel, teils von der polizei- und ordnungsrechtlichen Generalklausel, ohne dass damit sachliche Unterschiede verbunden wären.
Die Generalklauseln finden sich mit leicht abweichendem Wortlaut in den Polizei- bzw. Sicherheits- und Ordnungsgesetzen der Länder (z. B. § 1, 3 PolG BW, § 8 PolG NRW, § 11 NdsSOG, § 9 Abs. 1 S. 1 PolG RLP, § 14 OBG NRW, § 14 BPolG). Sie gehen zurück auf § 14 des Preußischen Polizeiverwaltungsgesetzes von 1931:

„Die Polizeibehörden haben im Rahmen der geltenden Gesetze die nach pflichtgemäßem Ermessen notwendigen Maßnahmen zu treffen, um von der Allgemeinheit oder dem Einzelnen Gefahren abzuwehren, durch die die öffentliche Sicherheit oder Ordnung bedroht wird.“

Diese Norm wiederum beruht auf Paragraph 10 II 17 ALR in der Beschränkung auf die Gefahrenabwehr, die er durch das wegweisende Kreuzbergurteil des Preußischen Oberverwaltungsgerichts aus dem Jahr 1882 erhalten hat. Nach Paragraph 10 II 17 ALR gehörte auch die Erhaltung der öffentlichen Ruhe zu den polizeilichen Aufgaben, die heute nicht mehr ausdrücklich erwähnt wird.
Die Generalermächtigung zum Zweck der Gefahrenabwehr wurde nicht nur in Preußen, sondern darüber hinaus in ganz Norddeutschland prägend für die allgemeine Handlungsvollmacht der Polizei. Hingegen war in Süddeutschland (Bayern, Baden und Württemberg) das Polizeirecht gekennzeichnet durch eine enge Verbindung zum Strafrecht. Hier waren etwa seit der zweiten Hälfte des 19. Jahrhunderts Polizeistrafgesetzbücher maßgebend, wonach die Polizei nur auf der Grundlage von Spezialdelegationen tätig werden konnte (sogenanntes „süddeutsches System“).
Im Nationalsozialismus wurde die polizeiliche Generalklausel (§ 14 Preußisches Polizeiverwaltungsgesetz) durch Lehre und Rechtsprechung vielfach ideologisch umgedeutet, so dass sich der exekutive Handlungsspielraum der Sicherheitsbehörden auf ein weites gesellschaftliches Betätigungsfeld erstreckte. Dabei wurde insbesondere das unbestimmte Schutzgut „öffentliche Ordnung“ als Einbruchstelle für antiliberale Zielsetzungen missbraucht. Die Folge war eine „Verpolizeilichung“ von immer mehr Lebensbereichen auf Kosten der Freiheit des einzelnen und des Rechtsschutzes. Für den Staatsschutzsektor (Politische Polizei) war allerdings nicht die Generalklausel, sondern nur die Notverordnung vom 28. Februar 1933 maßgeblich.
Nach dem Zweiten Weltkrieg wurde in Westdeutschland und West-Berlin an die rechtsstaatliche Tradition vor 1933 wieder angeknüpft. Dabei orientierten sich die Landespolizeigesetze auffällig am Preußischen Polizeiverwaltungsgesetz von 1931, dessen „System der Generalklausel“ nunmehr auch in den süddeutschen Ländern nach und nach Eingang fand. In das allgemeine Polizeirecht der DDR wurde eine – allerdings modifizierte – Generalklausel übernommen, die über die Gefahrenabwehr hinaus als weitere Aufgabe explizit den „Schutz der sozialistischen Staats- und Gesellschaftsordnung“ festlegte (§ 1 des Gesetzes über die Aufgaben und Befugnisse der Deutschen Volkspolizei von 1968). Damit stand der Volkspolizei ein umfassender Raum für Eingriffsmöglichkeiten offen. Erst nach dem Zusammenbruch des SED-Regimes konnte eine an rechtsstaatlichen Maßstäben orientierte Generalklausel in den Polizeigesetzen der neuen Bundesländer zum Wirken kommen.

## Inhalt
Eine typische polizeiliche Generalklausel findet sich in den §§ 1, 3 PolG Baden-Württemberg:
§ 1 Allgemeines
(1) Die Polizei hat die Aufgabe, von dem einzelnen und dem Gemeinwesen Gefahren abzuwehren, durch die die öffentliche Sicherheit oder Ordnung bedroht wird, und Störungen der öffentlichen Sicherheit oder Ordnung zu beseitigen, soweit es im öffentlichen Interesse geboten ist. Sie hat insbesondere die verfassungsmäßige Ordnung und die ungehinderte Ausübung der staatsbürgerlichen Rechte zu gewährleisten. […]
§ 3 Polizeiliche Maßnahmen
Deutlich wird hier die Trennung von Aufgabenzuweisungs- (§ 1 PolG BW) und Befugnisnorm (§ 3 PolG BW). Zunächst wird der Polizei die Polizeiliche Aufgabe der Gefahrenabwehr und Störungsbeseitigung zugewiesen. Gefahr ist jede Sachlage, die bei ungehindertem Ablauf des objektiv zu erwartenden Geschehens mit hinreichender Wahrscheinlichkeit zu einer Verletzung der Schutzgüter führt. Schutzgüter sind die Öffentliche Sicherheit (Unverbrüchlichkeit der Rechtsordnung, Schutz der Einrichtungen und Veranstaltungen des Staates und der Rechte Dritter) und die öffentliche Ordnung.
Soweit es zur Erfüllung dieser Aufgabe des Eingriffs in Grundrechte bedarf, genügt diese Aufgabenzuweisung dafür nicht. Es bedarf vielmehr nach dem Prinzip vom Vorbehalt des Gesetzes einer gesetzlichen Eingriffsermächtigung. Diese ist § 3 PolG BW. Demnach hat die Polizei bei der Gefahrenabwehr nach pflichtgemäßem Ermessen vorzugehen (Opportunitätsprinzip) – anders bei der Strafverfolgung (vgl. Legalitätsprinzip). Das Ermessen wird insbesondere durch das Übermaßverbot determiniert und ist gerichtlich nachprüfbar.

## Die Generalklausel im System der Gefahrenabwehr
Existiert eine spezielle Eingriffsbefugnis (etwa nach dem Versammlungsgesetz), verbietet sich der Rückgriff auf die Generalklausel nach dem Grundsatz lex specialis derogat legi generali, soweit der Anwendungsbereich der Spezialbefugnis reicht. Außerhalb ihres Anwendungsbereiches soll die Spezialbefugnis ebenfalls Sperrwirkung entfalten können. Dabei ist umstritten, unter welchen Voraussetzungen das der Fall sein kann. Nach einer Ansicht kommt es auf die Intensität des Eingriffs an, nach anderer Ansicht auf die Typizität bzw. Atypizität der Maßnahme.
Speziellere Normen sind auch die Generalklauseln des Sonderpolizeirechts, etwa solche des Bauordnungsrechts („Baupolizeirechts“). Nur wenn alle diese Eingriffsbefugnisse nicht einschlägig sind, kommt die polizeiliche Generalklausel zur Anwendung.

## Bedeutung
Die gesetzliche Bindung der polizeilichen Gewalt war ein bedeutender Schritt zum Rechtsstaat, denn die Maßnahmen der Gefahrenabwehr belasten den Störer teils erheblich. Wünschenswert wäre es, die Voraussetzungen möglichst genau zu bezeichnen. Für typische Standardmaßnahmen ist das geschehen. Der Gesetzgeber kann aber nicht alle Konstellationen voraussehen, die sich stellen und zur effektiven Gefahrenabwehr bewältigt werden müssen. Dafür stellt die Generalklausel einen Kompromiss dar.
Bis in die 1980er Jahre erfolgte z. B. ein großer Teil der Datenerhebung, Datenspeicherung und des Datenabgleichs auf Grundlage der polizei- und ordnungsrechtlichen Generalklauseln. Mit Entscheid des Bundesverfassungsgerichts zur Volkszählung wurden hier aber spezialrechtliche Normen eingefordert und inzwischen in allen Ländern auch erlassen. Damit ist ein Rückgriff auf die Generalklausel jedenfalls jetzt versperrt.
Aus diesem Grund und weil die Regelungsdichte der Eingriffsbefugnisse in Deutschland sehr tief geht, stellt eine Berufung auf die polizei- und ordnungsrechtlichen Generalklauseln eine Ausnahme dar. Im Alltag der Polizei- und Ordnungsbehörden bleiben die auf die Generalklausel gestützten Maßnahmen gleichwohl vielgestaltig, insbesondere weil immer wieder neue Gefahrenlagen auftreten. In der Literatur werden als Maßnahmen, die auf die polizei- und ordnungsrechtlichen Generalklauseln gestützt werden, etwa genannt:
- Abschalten von Kernkraftwerken bei drohendem terroristischem Angriff
- Anordnung der Durchführung eines Fußballspiels, um weitere tödliche Ausschreitungen zu verhindern (so geschehen 1985 im Heysel-Stadion zu Brüssel)
- Abschleppen von behindernden Kraftwagen
- Vorgehen gegen Drogen- und Alkoholmissbrauch, Obdachlosigkeit, aggressives Betteln und provozierende Nacktheit im öffentlichen Raum
- Meldeauflagen für gewalttätige Extremisten und Fußballfans
- Verbot kommerzieller Sterbehilfe
- Gefährderanschreiben bzw. Gefährderansprachen

Zur Durchsetzung derartiger Maßnahmen ist die Polizei zur Ausübung des unmittelbaren Zwanges berechtigt. Dem Wesen der Generalklausel entsprechend muss offenbleiben, welche Handlung, Duldung oder Unterlassung von dem Betroffenen genau verlangt werden kann. Damit soll die staatliche Vorsorge gewährt werden, dass die Polizei (oder die sonstigen Ordnungsbehörden wie Gesundheitsämter, Bauaufsicht, Jugendämter) auch auf neue Gefahrentatbestände, die einen ganz neuen Eingriff erfordern, adäquat reagieren können.

Das Bundesverfassungsgericht entschied, dass 

„[d]ie Verwendung der polizeirechtlichen Generalklausel […] unter diesem verfassungsrechtlichen Aspekt [dem Bestimmtheitsgebot] unbedenklich [ist], weil sie in jahrzehntelanger Entwicklung durch Rechtsprechung und Lehre nach Inhalt, Zweck und Ausmaß hinreichend präzisiert, in ihrer Bedeutung geklärt und im juristischen Sprachgebrauch verfestigt ist.“

## Schweiz
Die Polizeiliche Generalklausel ist im Schweizer Recht in Artikel 36 Absatz 1 der Bundesverfassung geregelt. Die Anwendung der polizeilichen Generalklausel erfordert die folgenden Voraussetzungen:
- Es darf keine andere Rechtsgrundlage vorliegen (Grundsatz der Subsidiarität).
- Es muss eine unmittelbare und schwere Gefahr für Leib, Leben, Gesundheit oder Sachen vorliegen.
- Die Gefahr darf nicht anders abwehrbar sein.
- Es dürfen nur so lange Maßnahmen darauf gestützt werden, als dies zwingend notwendig ist zur Abwehr der Gefahr.
- Die Gefahr darf nicht vorhersehbar sein, da der Gesetzgeber ansonsten gezwungen wäre eine entsprechende Regelung zu treffen, wenn er dieser Gefahr begegnen möchte.

In einem neuen, nicht unumstrittenen Urteil (Vor-Publikation am 15. Juli 2011) hat das schweizerische Bundesgericht den Kriterienkatalog um den Begriff „gesamtwirtschaftliches Gleichgewicht“ erweitert. Damit wird einer Maßnahme der Bankenaufsicht Finma Rechnung getragen, welche es auf Druck der US-Steuerbehörden und gestützt auf das Einverständnis der Schweizer Regierung zuließ, entgegen der Zielsetzung des Bankgeheimnisses Daten einer großen Anzahl potenzieller amerikanischer Steuerhinterzieher mit Konten/Depots bei der Schweizer Großbank UBS an die US-Behörden zu übermitteln. Das Bundesgericht sieht entgegen der Vorinstanz eine Anwendbarkeit der Klausel aufgrund der sehr großen volkswirtschaftlichen Bedeutung der UBS für die Schweiz, im Sinne der Problematik des Too big to fail. Der UBS hätte, so die Argumentation, bei der von den USA im Falle einer Auslieferungs-Verweigerung angedrohten Anklageerhebung der Konkurs gedroht, was aufgrund der Bedeutung der UBS einer Bedrohung der schweizerischen Volkswirtschaft gleichgekommen wäre.